# Chris Sheldon
Chris Sheldon (* 25. September 1962 in Karatschi, Pakistan) ist ein englischer Musikproduzent, Tontechniker und Mischer, der vornehmlich mit Künstlern aus dem Rock- und Alternative-Bereich arbeitet. Er lebt in London, ist verheiratet und hat zwei Kinder.

## Karriere
Sheldon wurde in Karatschi, Pakistan geboren, wo seine Eltern arbeiteten. Er wuchs in Surrey im Süden Englands auf. Seine ersten aktiven Schritte im Musikgeschäft machte er Ende der Siebziger, als er als Schlagzeuger in verschiedenen lokalen Punk- und Mainstream-Bands aktiv war, die er selbst im Nachhinein als fürchterlich bezeichnete.
Mitte der Achtziger arbeitete er als Tontechniker bei Produktionen von Künstlern wie Dead or Alive, Prefab Sprout oder des ehemaligen Pink-Floyd-Mitglieds Roger Waters. Eine seiner ersten hauptverantwortlichen Produktionen war 1990 das Album Carved in sand der Band The Mission. Zu den erfolgreichsten von Sheldon betreuten Alben gehören The color and the shape von den Foo Fighters (Tonmischung) und Troublegum von Therapy? (Produktion und Tonmischung). Die von ihm produzierte EP "Shortsharpshock" von Therapy? erreichte am 20. März 1993 Platz 9 der UK Top 40, deren Album "Troublegum" belegte am 19. Februar 1994 Platz 5, und die Single "Going For Gold" von Shed Seven stieg am 23. März 1996 auf Platz 8 in die UK-Charts ein.
Sheldon arbeitet häufig mit aufstrebenden Rockbands zusammen, die noch am Anfang ihrer Karriere oder kurz vor großen Erfolgen stehen. So produzierte er z. B. die Debüt-EP von Radiohead, das erste Minialbum von Feeder, die Debütalben von Bands wie My Vitriol und Biffy Clyro und das Album Swagger, mit dem die schottische Band Gun ihren Durchbruch schaffte. Die Single "Word Up" belegte am 9. Juli 1994 Platz 8 der UK Top 40, Platz 14 der Nederlandse Top 40, Platz 39 der New Zealand Top 40 und Platz 46 der französischen Charts.
Seit seiner Anfangszeit als Tontechniker arbeitet Sheldon häufig mit Tim Palmer und Gil Norton zusammen. Er hat den Ruf, sich nicht zu sehr in den Klang einer Platte einzumischen, dabei aber trotzdem einen ausgefeilten, geschliffenen Stil sowie insbesondere die Fähigkeit zu haben, E-Gitarren besonders gut klingen zu lassen.

### Pseudonyme
Sheldons Name wurde in den Mitwirkungsangaben zweier Veröffentlichungen variiert: Auf der Vinylsingle des Foo-Fighters-Hits Everlong schrieb man den Namen falsch als Chris Cheldon, bei den Singles von Daddy oh der Band The Mighty Roars ergänzte man ihn mit dem Beinamen Pith Helmet.